# Тибетански мастиф
Тибетански мастиф је раса огромних тибетских паса (Canis lupus familiaris) (тибетански: དོ་ཁྱི, кинески: 藏獒; пинјин: Zàng áo). Потиче из номадских култура Тибета, Кине, Индије, Монголије и Непала, коришћен је од стране локалних племена Тибета како би штитио овце од вукова, леопарда, медведа, великих куна и тигрова.

## Имена и етимологија
Тибетански мастиф, познат и као Drog-Khyi (འབྲོག་ཁྱི) на тибетанском језику, значи "номадски пас" ("пас који се може везати", "пас који се може чувати"), одражава његову употребу за чување стада, јата, шатора, села, манастира и палата, баш као што је и стари енглески бандог (што такође значи "везани пас") био везан испред куће као чувар. Међутим, у номадским камповима и селима, Drog-Khyi је традиционално пуштан са ланца ноћу. Овај пас познат је по својој лојалности и хиљадама година се користи као номадски пас.
Пас чувар, из којег је настала модерна раса тибетанског мастифа, био је познат широм древног света под многим именима. Bhote Kukur на непалском, где bhote значи "неко са Тибета", kukur значи "пас". Кинеско име за ову расу је 藏獒 (кинески: Zàng áo; кантонски: Tzong ngou), што значи "тибетански мастиф-пас". У Монголији га зову банхар (bankhar).
Име тибетански мастиф је погрешно; сам тибетански мастиф није прави мастиф. Израз "мастиф" користили су Европљани који су први пут дошли на Тибет јер су тај назив користили за скоро све велике расе паса на западу. Рани западњачки посетиоци Тибета погрешно су назвали неколико раса паса: "тибетански теријер" није теријер и "тибетански шпанијел" није шпанијел. Боље име за овог пса било би "тибетански планински пас" или "хималајски планински пас".

## Опис

### Изглед
Неки одгајивачи паса разликују две "врсте" тибетанских мастифа, Do-khyi и Tsang-khyi. Tsang-khyi (што на тибетанском значи само "пас из Цанга") односи се на "манастирску" врсту пса, описан као генерално виши, тежи и много тежих костију, са више фацијалних набора него код Do-khyi, "номадске" врсте. Обе врсте често настају у истом окоту, где се већим и тежим штенцима дају стационарнији послови, док се активнији послови дају боље грађеним и мишићавијим.
Мужјаци могу достићи висину и до 83 центиметра. Оригинална раса тибетанског мастифа у свом природном опсегу тежила је од 55 до 90 килограма. Огромни пси, који се узгајају у неким западним и кинеским штенарама и понекад теже више од 115 килограма, били би прескупи за храњење да би било корисни номадима; и њихова упитна структура би их учинила мање корисним за сточаре или да чувају имовину.
Тибетански мастиф сматра се примитивном расом. Обично задржава чврстоћу која би му била неопходна да би преживео на Тибету и на великој надморској висини Хималајског масива, укључујући северни део Непала, Индије и Бутана.
Инстиктивно понашање, укључујући понашање у чопору, допринело је опстанку расе у окрутним срединама. То је једна од ретких примитивних псећих раса које су задржале један еструс годишње уместо два, чак и на много нижим надморским висинама и у много умеренијим климатским условима од њихове родне климе. Ова карактеристика се такође налази и код дивљих паса, као што су вук и остале животиње. С обзиром да се еструс одвија током касне јесени, већина штенаца тибетанских мастифа рођена је у период од децембра до јануара.
Његово двослојно крзно је дуго и појављује се у широком спектру боја, укључујући чисту црну, црну и жутомрку, различите нијасне црвене (од бледе златасте до тамноцрвене) и плавкасто-сиве (разблажене црне), често са белим мрљама. Неки узгајивачи рекламирају беле тибетанске мастифе. Ови пси су заправо бледо златне боје, не заиста беле. Често користе фотошоп да би променили нормалну боју пса у белу на рекламама.
Крзно тибетанског мастифа нема непријатан мирис карактеристичан за многе велике псе. Крзно, без обзира на његову дужину или боју, требало би да одбаци прљавштине и мирисе. Иако се пси лињају током целе године, постоји велико лињање у касној зими или раном пролећу, а понекад се дешава и мање лињање крајем лета или почетком јесени. (Стерилизација пса може драматично да утиче на текстуру, густину и лињање крзна)

### Темперамент
Као чувар стада на Тибету и на западу, тибетански мастиф користи уобичајене тактике чувара стоке (на пример, лајање, мирисно означавање) да би уплашио предаторе и избегао директне сукобе.
Као друштвенији, домаћи пас, може напредовати у пространом, ограђеном дворишту са другим псима, али уопште није пас за станове. Пси узгојени на западу су углавном опуштенији, мада су повучени ако непознате особе долазе у кућу. Стотинама година селективног узгоја паса за чување стоке и породичних чувара, раса је цењена због тога што је ноћни чувар, тера потенцијалне предаторе и уљезе, лајући током ноћи. Не препоручује се остављање пуштеног тибетанског мастифа ноћу уколико су комшије у близини. Они често спавају дању, што их чини активнијим, опрезнијим и свеснијим ноћу.
Као и све расе чувара, интелигентни су и тврдоглави, тако да се препоручује обука послушности (иако је то само благо успешно код појединаца) јер је то снажна одлучна раса. Осим ако се не користе искључиво као чувари стоке, обука послушности је такође критична са овом расом јер су резервисане природе са странцима и имају чуварске инстинкте. Могу бити одлични породични пси у зависности од породице. Власници морају разумети психологију паса и бити вољни и способни да преузму примерну лидерску позицију. Недостатак конзистентне, рационалне дисциплине може резултирати стварањем опасних, непредвидивих паса. Тибетански мастифи су склони да штите, а то захтева опрезност и планирање од стране власника да би се избегла несрећа када се пас почне понашати као заштитник. Раса се не препоручује неискусним власницима паса.

## Здравље
Многи узгајивачи тврде да је највероватнији животни век тибетанског мастифа 10–16 година, али ове тврдње су неосноване. Неки заиста узгајају дуговечније псе. Други узгајају нездравије, кратковечне псе због укрштања са блиским рођацима. Ова раса има мање генетских здравствених проблема него друге расе, али постоје случајеви хипотиреозе, ентропиона, проблема са кожом као што су алергије, аутоимуне болести, Адисонове болести, проблема са срцем, епилепсије, катаракте, итд. Као и код многих других великих раса, постоје тибетански мастифи који пате од дисплазије кука или лакта.
Хипотиреоза је прилично честа код тибетанских мастифа, као што је то случај и код многих других "севернијих" врста. Треба их периодично тестирати током живота. Међутим, пошто су стандарди нивои штитне жлезде успостављени по расама домаћих паса, резултати испитивања треба да узму у обзир оно што је "нормално" за расу, не оно што је нормално за све расе. Многи пси ове расе имају "ниске" вредности штитне жлезде, али не и клиничке симптоме. Неки истраживачи сматрају да је асимптоматска хипотиреоза резултат прилагођавања регији из које су ове врсте пореклом, с обзиром да је потребно много мање хране да би пас остао у доброј форми. Стога, покушаји елиминације хипотиреозе из гена тибетанског мастифа могу имати нежељене последице за расу.